# إدوارد ويرينغ
إدوارد ويرينغ (بالإنجليزية: Edward Waring)‏ هو عالم رياضيات إنجليزي.
وضع المعضلة المعروفة باسم معضلة ويرينغ بدون أن يقدم برهانا عليها.

## روابط خارجية
- إدوارد ويرينغ على موقع الموسوعة البريطانية (الإنجليزية)